# Furstendömet Mingrelien

Kingdom of Georgia after dissolution as a unified state, 1490 AD

Furstendömet Mingrelien, även kallad Samegrelo, var en historisk monarki som låg i nuvarande Georgien mellan 1557 och 1867.
Det uppgick i Ryssland 1867.